# ZFF 72
Das ZFF 72 ist ein Wettbewerb, den das Zurich Film Festival 2014 bis 2020 durchgeführt hat. Dabei mussten innerhalb von 72 Stunden maximal 72 Sekunden lange Kurzfilme zu einem vorgegebenen Thema produziert werden. Die auf 72 Sekunden begrenzte Länge bewegt sich in der zeitlichen Nähe eines durchschnittlichen Kinotrailers. Die Beiträge wurden durch eine mehrköpfige Jury und das Online-Publikum gekürt und mit Preisen von etwa 10'000 Schweizer Franken ausgezeichnet. Es nahmen sowohl einzelne Filmschaffende als auch Filmcrews teil. 2014 war das Thema „Zufall“, Preisträger waren Christian Wütschner, Lennart Benz und Lennart Zellmer. 2015 war das Thema „Mein erstes Mal“, Preisträger waren Jason Sereftug und Silvan Giger. 2016 war das Thema „Wasser“, Preisträger waren Marco von Moos und Tim Vogt, und Botschafter des Wettbewerbs war Kaya Yanar. Jurymitglieder sind Filmschaffende wie z. B. Michael Steiner. 2020 war das Thema „Heroes“, Preisträger des Jury Awards waren Marty Trezzini, den Viewers Award hat Lutharsan Sivalingarajah gewonnen. Der Mobile Filming Award ging hierbei an Cyril Fischer.